# Eupteryx gravesteini
Eupteryx gravesteini är en insektsart som beskrevs av Dlabola 1974. Eupteryx gravesteini ingår i släktet Eupteryx och familjen dvärgstritar.
Artens utbredningsområde är Grekland. Inga underarter finns listade i Catalogue of Life.